# Vizzini
Vizzini – miejscowość i gmina we Włoszech, w regionie Sycylia, w prowincji Katania.
Według danych na rok 2004 gminę zamieszkiwało 7070 osób, 56,6 os./km².